# おおぐま座SV星
おおぐま座SV星（おおぐまざSVせい）とは、おおぐま座の方向にある脈動変光星である。

## 概要
SRD型の半規則型変光星で、76日の周期で9.1等と10.6等の間を半規則的に変光する。おおぐま座SV星が属するSRD型は半規則型変光星といっても赤色巨星からなるSRA型やSRB型、赤色超巨星からなるSRC型とは異なるタイプの変光星であり、スペクトル型がF型からK型の黄色巨星ないし黄色超巨星である。おおぐま座SV星も変光に伴いスペクトル型がG1Ibe-K3Iapの間を変化する黄色超巨星である。変光星総合カタログではこの星はヘルクレス座SX星とともにSRD型の代表星とされている。

## 名称
学名はSV Ursae Majoris（略称：SV UMa）、ボン掃天星表での番号はBD+55°4100、ヘンリー・ドレイパーカタログでの番号はHD 237929或いはHDE 237929。